# Center, Domžale

### Mestni trg in SPB
Strogi center mesta Domžale predstavlja Mestni trg z osrednjo Ploščadjo Vele in stanovanjsko poslovni bloki SPB. Na mestnem trgu je Zdravstveni dom Domžale in nekdanja blagovnica Vele s ploščadjo in Hala KC v kateri domuje Košarkarski klub Helios. 
Domžalski strogi center je poln blokov, lokalov, trgovin in butikov. Nekdaj je bila tu tudi kinodvorana, a žal je danes center popolnoma neurejen, potreben celovite prenove, Mestni trg in SPB še vedno ločuje cesta, promet je vedno gostejši, onesnaževanje vedno večje, center v vedno slabšem stanju. Žal so mnogi načrti o prenovi SPBja v Galerijo nakupov Domžale, načrti o prenovi trgovskega centra Vele s kinodvoranami in zapori ceste še vedno neizvedeni.

### Karantanska cesta
Je domžalska najlepša mestna cesta. Urejena je bila leta 2010. Tu se nahaja Dom upokojencev Domžale, dermatološka ambulanta, fitnes centri, nekaj restavracij in lokalov. Ob Mestnem trgu vodi do Slamnikarske.

### Slamnikarska cesta
Na njej se nahaja bivša tovarna Univerzale, ki jo nameravajo spremeniti v fakulteto. Nasproti je stanovanjsko poslovni objekt Krizant ter mestna avtobusna postaja. Zraven se nahaja še del Trgovske šole Domžale, vrtec in nekaj trgovinic. Je ob Mestnem trgu, povezuje Karantansko in Miklošičevo.

### Kolodvorska cesta
Je edini ostanek starih Domžal. Nahaja se tik ob železniški postaji Domžale Center (železniška proga Ljubljana - Kamnik) in nasproti Upravne enote Domžale. Ob njej je postavljen tudi spomenik padlim borcem, del neke hiše pa je Plečnikovo delo. Na desni strani se nahaja Pošta Domžale in Študentski servis, ne levi so lokali. Na tej ulici je tudi vsakoletno septembersko sejmarjenje.

### Miklošičeva ulica
Je stanovanjsko blokovsko naselje, ki vodi od Slamnikarske do ceste Talcev. Središče povezuje z edinim domžalskim hribom Šumberk, kamor meščani radi zahajajo. Tu je ena manjša trgovina.

### Cesta Talcev
Vodi od Športnega parka mimo Miklošičeve. Na njej so OŠ Domžale-Center, SŠ in Gimnazija Domžale, Knjižnica Domžale, trgovski center, trgovine, lokali. Tu je bila nekoč slamnikarska tovarna, od katere je še danes ostal spominski dimnik. Ob njej se nahaja Češminov park zeleno srce mesta, na levi pa je most čez Kamniško Bistrico do Šumberka, edinega domžalskega hriba.  Ob Kamniški Bistrici je na levi strani ceste tudi park 88 lip, stanovanjskem naselju ob tem parku večkrat rečejo Lipice. Nasproti t. i. Lipic je trgovsko središče Supernova Domžale.

### Športni park Domžale
Se nahaja v smeri proti Zaborštu. Tu so Kopališki bazen Domžale, Stadion Domžale, Nogometni klub Domžale, teniška igrišča in pa Diskoteka Life Domžale.

### Četrtna skupnost Slavka Šlandra
Center mesta je tudi sedež četrtne skupnosti, znotraj katere sta tudi Bistra in Zaboršt.

### Povezave
Ob središču mesta so pomembne centralne četrti Domžal, to so Stob, Študa, Rodica in stanovanjska neselja Zaboršt, Bistra in Podrečje.